# John Houseman

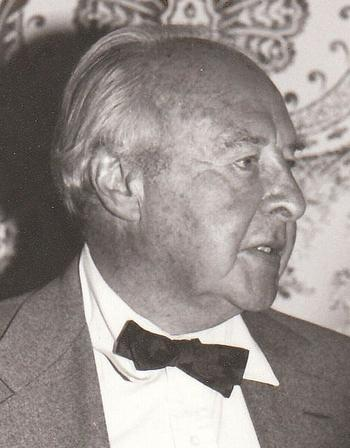
John Houseman (1979)

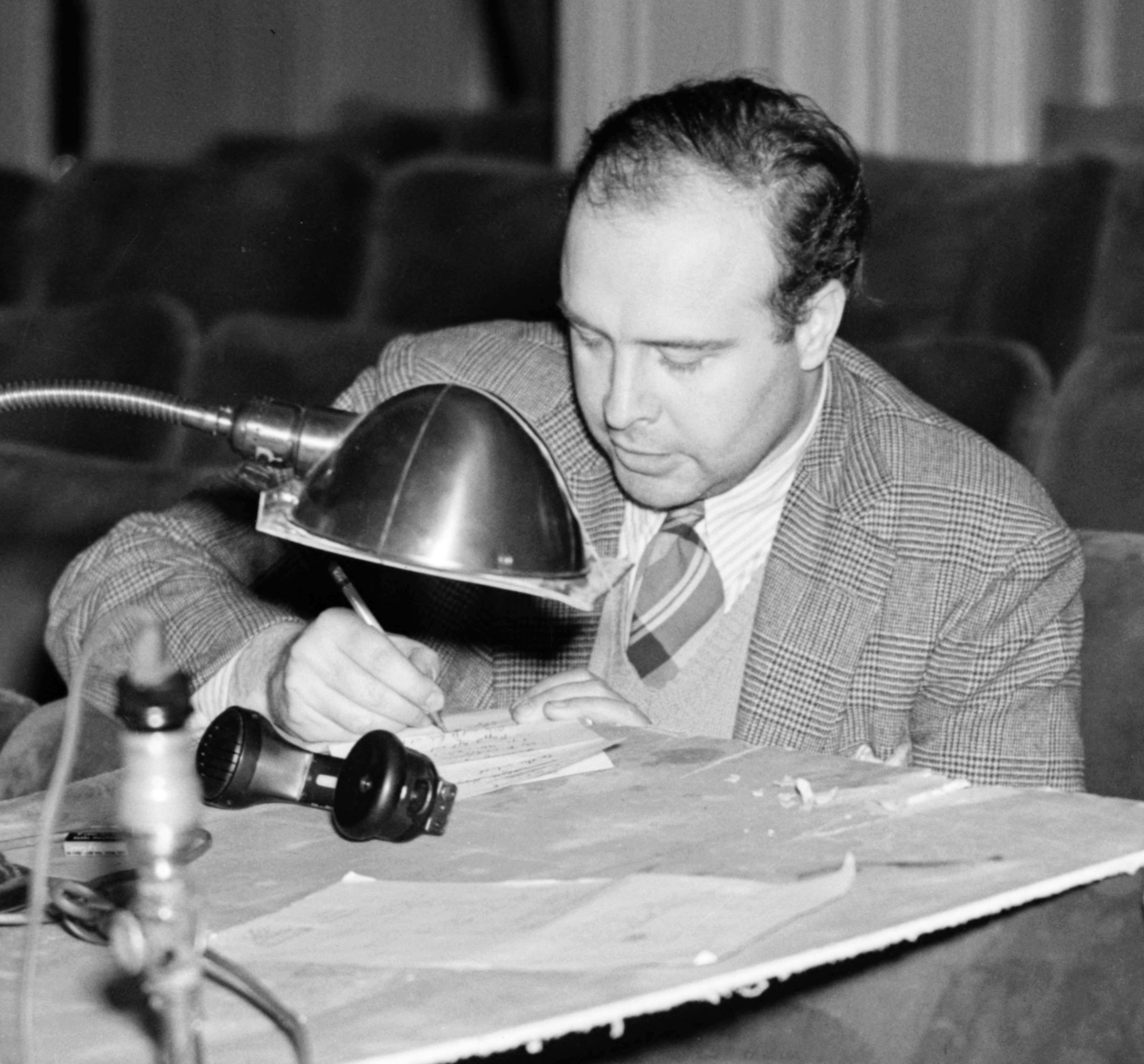
John Houseman (1936 oder 1937)

John Houseman (* 22. September 1902 in Bukarest, Rumänien; † 31. Oktober 1988 in Malibu, Kalifornien, USA; eigentlich Jacques Haussmann) war ein US-amerikanisch-britischer Film- und Theaterschauspieler sowie Filmproduzent, Drehbuchautor und Filmregisseur. Er galt seit den 1930er-Jahren als einflussreicher Theater- und Filmproduzent und erlangte insbesondere durch seine langjährige Zusammenarbeit mit Regisseur Orson Welles Anerkennung. Zudem war Houseman Gründungsdirektor der Juilliard School und gewann 1974 als Schauspieler den Oscar als Bester Nebendarsteller für seine Darstellung in Zeit der Prüfungen.

## Leben
Jacques Haussmann wurde als Sohn eines französisch-jüdischen Vaters sowie einer britischen Mutter in Bukarest geboren, wuchs jedoch in England auf, wo er das Clifton College besuchte. Er arbeitete zunächst im Unternehmen seines Vaters, welches Getreide verkaufte, und begann Artikel für Magazine zu schreiben. Außerdem übersetzte er sowohl deutsche wie auch französische Theaterstücke ins Englische.
In den frühen 1930er Jahren zog Haussmann nach New York City und begann, selbst Theaterstücke zu schreiben und zu inszenieren. Während dieser Zeit änderte er seinen französisch klingenden Geburtsnamen in das mehr amerikanisierte Synonym John Houseman. In New York lernte er bald darauf Orson Welles kennen. Die beiden, die zeitweise freundschaftlich miteinander verbunden waren, gründeten 1937 das Mercury Theatre und produzierten dort Bühnen- und Radiostücke. Zu ihren bekanntesten Stücken zählte 1938 Krieg der Welten, das in den USA wegen der darin angekündigten Invasion von Außerirdischen eine Massenpanik hervorrief.
Ein Jahr später, 1938, debütierte Houseman an der Seite seines Freundes Orson Welles als Filmproduzent bei Too Much Johnson. Gleichzeitig übernahm er eine Nebenrolle. 1941 fungierte Houseman als persönlicher Assistent von Welles bei Citizen Kane. Kurz nach der Premiere des Films avancierte Houseman zum Vizepräsidenten der David O. Selznick Productions. Nach dem Angriff auf Pearl Harbor und dem Kriegseintritt der USA in den Zweiten Weltkrieg quittierte Houseman seinen Dienst bei Selznick und wurde Chef der Radioabteilung beim United States Office of War Information.
Nach seiner Rückkehr in die USA wandte sich Houseman erneut der Filmproduktion zu. 1954 wurde er in dieser Funktion erstmals für einen Oscar in der Kategorie Bester Film nominiert. Sein Film Julius Caesar ging jedoch leer aus. Ein weiterer bekannter Film, den Houseman als Produzent betreute, war 1946 Die blaue Dahlie.
In den 1970er Jahren wechselte Houseman die Seiten und stand von da an als Schauspieler vor der Kamera. Er gab überwiegend ausdrucksstarken Charakterrollen ein Gesicht. Für seine Rolle in Zeit der Prüfungen wurde er 1974 mit einem Golden Globe Award und einem Oscar in der Kategorie Bester Nebendarsteller ausgezeichnet. Bis kurz vor seinem Tod stand Houseman vor der Kamera. In Die nackte Kanone spielte er 1988 die Rolle eines Fahrlehrers. Der Film kam erst nach seinem Tod in die Kinos.
John Houseman unterrichtete außerdem Schauspiel an der bekannten Juilliard School; zu seinen bekanntesten Schülern zählen Kevin Kline, Patti LuPone und Robin Williams.
John Houseman war zweimal verheiratet. 1929 heiratete er die ebenfalls aus Rumänien stammende Schauspielerin Zita Johann; die Scheidung erfolgte vier Jahre später am 13. September 1933. Von 1952 bis zu seinem Tod war er mit Joan Houseman, ebenfalls Schauspielerin, verheiratet. Aus der Ehe gingen zwei Kinder hervor.
Houseman starb wenige Wochen nach seinem 86. Geburtstag an Knochenkrebs.

## Filmografie (Auswahl)

### Als Schauspieler
- 1938: Too Much Johnson
- 1964: Sieben Tage im Mai (Seven Days in May)
- 1973: Zeit der Prüfungen (The Paper Chase)
- 1975: Rollerball
- 1975: Die drei Tage des Condor (Three Days of the Condor)
- 1975: Die schwarze Liste (Fear on Trial, Fernsehfilm)
- 1976: Die Chronik der Adams (The Adams Chronicles, Miniserie)
- 1976: Der Tag der Abrechnung (St. Ives)
- 1976: Der Sechs Millionen Dollar Mann (The Six Million Dollar Man, Fernsehserie, Folge 4x06)
- 1976: Die Sieben-Millionen-Dollar-Frau (The Bionic Woman, Fernsehserie, 2 Folgen)
- 1976: Der Preis der Macht (Captains and the Kings, Miniserie)
- 1977: Washington: Hinter verschlossenen Türen (Washington: Behind Closed Doors, Miniserie)
- 1977: Menschen in Manhattan (The Best of Families, Miniserie)
- 1978: Der Schmalspurschnüffler (The Cheap Detective)
- 1979: Victor Charlie ruft Lima Sierra (The French Atlantic Affair, Miniserie)
- 1980: The Fog – Nebel des Grauens (The Fog)
- 1980: Oh, Moses! (Wholly, Moses!)
- 1980: Gideons Paukenschlag (Gideon’s Trumpet, Fernsehfilm)
- 1980: Die Schulhofratten von Chicago (My Bodyguard)
- 1980: Wunder in San Francisco (A Christmas Without Snow, Fernsehfilm)
- 1981: Zurück bleibt die Angst (Ghost Story)
- 1982: Starkstrom (Murder by Phone)
- 1982: Marco Polo (Miniserie)
- 1982–1987: Silver Spoons (Fernsehserie, 14 Folgen)
- 1983: Der Feuersturm (The Winds of War, Miniserie)
- 1985: A.D. – Anno Domini (A.D., Miniserie)
- 1988: Noble House (Miniserie)
- 1988: Die grellen Lichter der Großstadt (Bright Lights, Big City)
- 1988: Eine andere Frau (Another Woman)
- 1988: Die Geister, die ich rief … (Scrooged)
- 1988: Die nackte Kanone (The Naked Gun: From the Files of Police Squad!)

### Als Filmproduzent
- 1938: Too Much Johnson
- 1945: Der Tod wohnt nebenan (The Unseen)
- 1946: Die blaue Dahlie (The Blue Dahlia)
- 1948: Brief einer Unbekannten (Letter from an Unknown Woman)
- 1948: Sie leben bei Nacht (They Live by Night)
- 1951: Auf Bewährung freigelassen (The Company She Keeps)
- 1951: On Dangerous Ground
- 1952: Stadt der Illusionen (The Bad and The Beautiful)
- 1953: Julius Caesar
- 1954: Ihre zwölf Männer (Her Twelve Men)
- 1954: Die Intriganten (Executive Suite)
- 1955: Das Schloß im Schatten (Moonfleet)
- 1955: Die Verlorenen (The Cobweb)
- 1956: Vincent van Gogh – Ein Leben in Leidenschaft (Lust for Life)
- 1962: Mein Bruder, ein Lump (All Fall Down)
- 1962: Zwei Wochen in einer anderen Stadt (Two Weeks in Another Town)
- 1963: Begierde an schattigen Tagen (In the Cool of the Day)
- 1966: Dieses Mädchen ist für alle (This Property Is Condemned)
- 1980: Gideons Paukenschlag (Gideon’s Trumpet, Fernsehfilm)

### Als Drehbuchautor
- 1941: Citizen Kane (ungenannte Mitarbeit)
- 1943: Die Waise von Lowood (Jane Eyre)

## Auszeichnungen
- 1954: Oscar-Nominierung: Bester Film für Julius Caesar
- 1974: Oscar: Bester Nebendarsteller für Die Zeit der Prüfungen
- 1974: Golden Globe Award: Bester Nebendarsteller für Die Zeit der Prüfungen